# Ghetto Lenny's Love Songs
Ghetto Lenny's Love Songs è il secondo album in studio del rapper statunitense Saint Jhn, pubblicato il 23 agosto 2019 dalla Godd Complexx e Hitco.

## Pubblicazione
Il 19 agosto 2019 Saint Jhn ha annunciato tramite il proprio profilo Instagram che la pubblicazione dell'album sarebbe avvenuta il venerdì successivo. Nell'occasione, ne ha rivelato anche la copertina.

## Tracce
1. Wedding Day – 3:16 (Carlos St. John, Lee Stashenko)
2. Anything Can Happen (feat. Meek Mill) – 3:02 (Amish Dilipkumar Patel, Carlos St. John, Lee Stashenko)
3. Trap (feat. Lil Baby) – 3:04 (Dominique Jones, Carlos St. John, Lee Stashenko)
4. 5 Thousand Singles – 2:45 (Carlos St. John, Lee Stashenko)
5. Who Do You Blame – 2:51 (Carlos St. John, Lee Stashenko)
6. 94 Bentley – 2:49 (Carlos St. John, Lee Stashenko)
7. I Can Fvcking Tell – 3:23 (Carlos St. John, Lee Stashenko, Richard Cook Mears IV, Thomas Wesley Pentz)
8. Borders (feat. Lenny Kravitz) – 3:53 (Carlos St. John, Lee Stashenko)
9. Call Me After You Hear This – 2:55 (Carlos St. John, Lee Stashenko)
10. Trophies – 3:42 (Carlos St. John, Henry Agincourt Allen, Thomas Wesley Pentz)
11. All I Want Is a Yacht – 2:25 (Carlos St. John, Lee Stashenko)
12. Monica Lewinsky (feat. A Boogie wit da Hoodie) – 3:20 (Artist Julius Dubose, Carlos St. John, Lee Stashenko)
13. High School Reunion – 3:26 (Carlos St. John, Lee Stashenko)
14. Cult4Ever – 2:58 (Carlos St. John, Lee Stashenko)

## Classifiche
| Classifica (2019) | Posizione massima |
| ----------------- | ----------------- |
| Canada            | 41                |
| Estonia           | 15                |
| Stati Uniti       | 39                |